# でらSKE
『でらSKE〜夜明け前の国盗り48番勝負』（でらエスケーイー〜よあけまえのくにとりヨンジュウハチばんしょうぶ）は、2010年4月5日から2011年5月4日までTBSで放送されていたミニ番組。

## 概要
TBSで月曜から水曜の深夜に関東広域圏で放送されていた2分間のミニ番組。放送時間は不定。SKE48が出演している。メンバーごとに各自の特徴を表した家紋がある。「でらSKE」の「でら」とは名古屋弁で、とても、すごいの意。「でら推しDVD」というコーナーがあり、メンバーはワイプで出演している。2010年4月26日より、珠理奈軍、玲奈軍に分かれて各都道府県ごとの国盗り合戦が行なわれている。
中京広域圏の中部日本放送（CBC）では2011年1月7日・14日の深夜2週に渡り、過去の放送分をそれぞれ33分間に再編集した『でらSKE〜特別編集版』が放送された。
また、鹿児島県の南日本放送（MBC）では2011年3月30日、長野県の信越放送（SBC）では2011年8月23日・30日に放送。テレビ高知でも放送。その後、CSのTBSチャンネル1で過去の放送分を30分間に再編集したものを全12回に分けて放送している。

## 出演者
- SKE48
  - 番組開始時はチームSメンバーのみが出演していたが、2010年11月22日からチームKIIメンバーも出演している。なお、各回オープニングに使われているメンバー映像は放送開始時から変わっていない。

| 名前       | 軍       | 家紋               | 好きな武将                   | 私はでら○○           |
| チームS    | チームS  | チームS            | チームS                      | チームS              |
| ---------- | -------- | ------------------ | ---------------------------- | -------------------- |
| 大矢真那   | 珠理奈軍 | 白雪姫             | 徳川家康・豊臣秀吉・織田信長 | でらくいしんぼう     |
| 小野晴香   | 玲奈軍   | 斧                 | 織田信長                     | でらポジティブ人間   |
| 加藤るみ   | 珠理奈軍 | みかん             | 森蘭丸                       | でら魚ヲタク         |
| 木﨑ゆりあ | 玲奈軍   | 丸顔でピース       | 沖田総司                     | でら漫画好き         |
| 木下有希子 | 玲奈軍   | 栗                 | 徳川家康                     | でらダンサー         |
| 桑原みずき | 珠理奈軍 | 鰹                 | 坂本龍馬                     | でら土佐っ娘         |
| 須田亜香里 | 珠理奈軍 | 鈴                 | 織田信長                     | でらバレエ           |
| 高田志織   | 玲奈軍   | ミニトマト         | 織田信長                     | でらストレートヘアー |
| 出口陽     | 珠理奈軍 | 蟻                 | 河村端賢                     | でらアリ好き         |
| 中西優香   | 玲奈軍   | ジグソーパズル     | 仙石秀久                     | でら一人遊び         |
| 平田璃香子 | 珠理奈軍 | 垂れ目のパンダ     | 織田信長                     | でらムービーマニア   |
| 平松可奈子 | 玲奈軍   | 愛犬のストラップ   | 石田三成・斉藤一             | でらほっぺ           |
| 松井珠理奈 | 珠理奈軍 | 鶏、犬、猫         | 沖田総司                     | でらスベリッ娘       |
| 松井玲奈   | 玲奈軍   | メロンパン         | 前田利家                     | でらメロンパン       |
| 松下唯     | 珠理奈軍 | うさぎの耳         | 伊達政宗                     | でら2次元            |
| 矢神久美   | 玲奈軍   | ビタミン           | ペリー                       | でらラビット         |
| チームKII  |          |                    |                              |                      |
| 石田安奈   | 珠理奈軍 | 小悪魔なプレゼント | 豊臣秀吉                     | でらイタズラ好き     |
| 小木曽汐莉 | 玲奈軍   | ゴマ               | 織田信長                     | でら早口言葉が得意   |
| 高柳明音   | 珠理奈軍 | 4羽の鳥            | 武田信玄                     | でら鳥好き           |
| 向田茉夏   | 玲奈軍   | いちご             | 卑弥呼                       | でらイチゴ大好き     |

## 放送日程
放送時間が深夜のため、実際の放送日時と1日ずれている。

2010年9月27日 - 29日、12月27日 - 29日、2011年1月3日 - 5日は放送休止。

2011年3月14日 - 16日は東北地方太平洋沖地震のため放送中止。

2010年4月26日以降、出演者欄の左が珠理奈軍、右が玲奈軍。個人戦の勝者は太字表記、引き分け時は表記なし。

## DVD
バップから4巻が発売されている。
- でらSKE〜夜明け前の国盗り48番勝負 Vol.1（2010年8月25日、VPBF-15470）
  - 2010年4月～6月放送分（第1回～第36回）
  - 初回特典 メンバー特製ビジュアルブックマーカー A-Ver.、全巻購入特典応募券
- でらSKE〜夜明け前の国盗り48番勝負 Vol.2（2010年11月17日、VPBF-15471）
  - 2010年7月～9月放送分（第37回～第75回）
  - 初回特典 メンバー特製ビジュアルブックマーカー B-Ver.、全巻購入特典応募券
- でらSKE〜夜明け前の国盗り48番勝負 Vol.3（2011年2月23日、VPBF-15472）
  - 2010年10月～2011年1月放送分（第76回～第114回）
  - 初回特典 スペシャルピクチャーレーベル仕様、全巻購入特典応募券
- でらSKE〜夜明け前の国盗り48番勝負 Vol.4（2011年5月25日、VPBF-15473）
  - 2011年1月～4月放送分（第115回～第153回）
  - 初回特典 メンバー特製ビジュアルブックマーカー C-Ver.、全巻購入特典応募ハガキ、リバーシブルジャケット仕様